# Albert Wahl

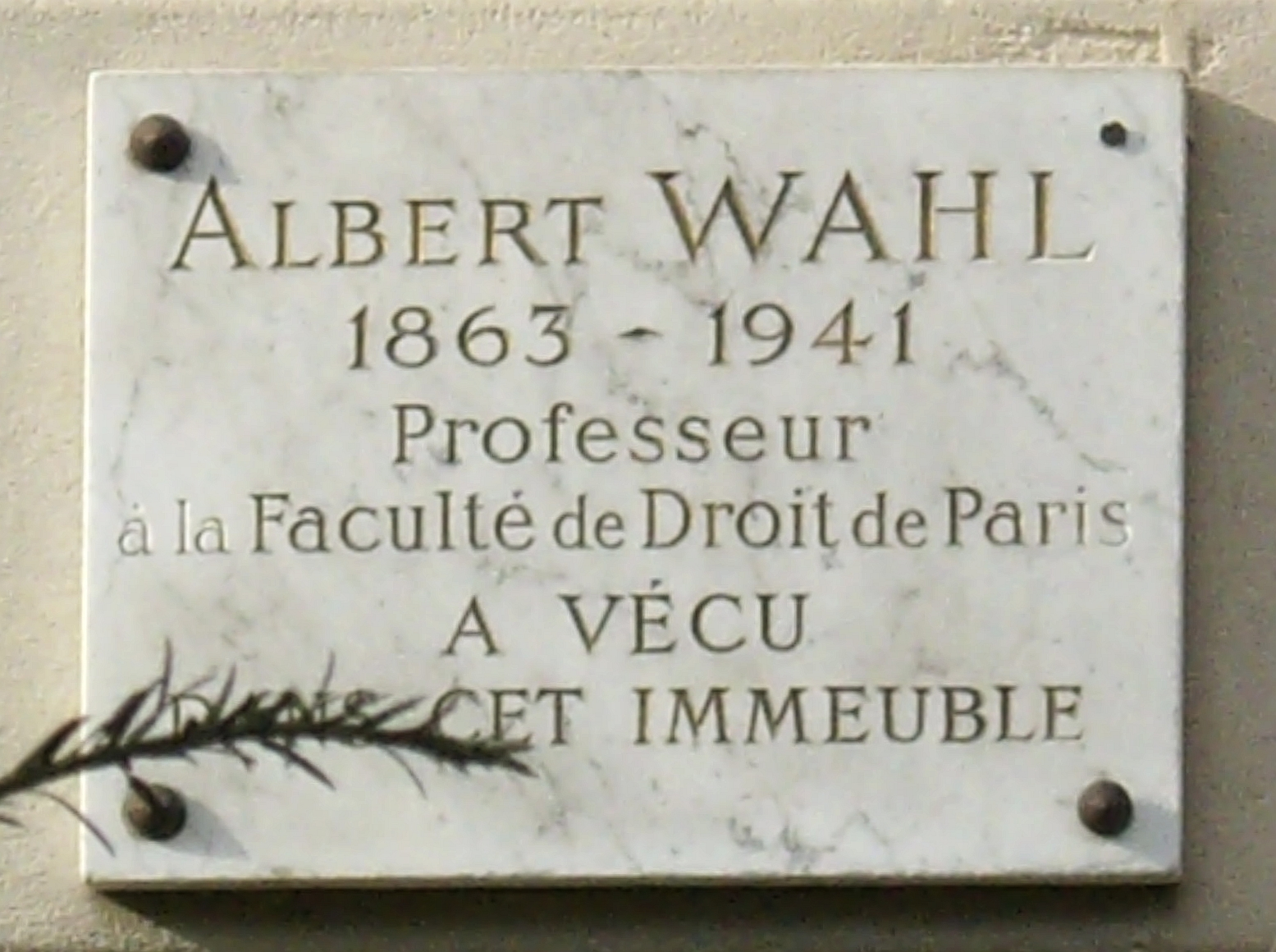
Gedenktafel für Wahl an dessen ehemaligem Wohnhaus in der Pariser Avenue Georges Mandel 44 (Foto: Februar 2010).

Paul-Albert Wahl (* 21. Januar 1863 in Hochfelden; † 3. August 1941 in Vichy) war ein französischer Jurist und Hochschullehrer. Nach ihm war ein prestigeträchtiger Preis benannt („Prix Wahl“), mit dem die juristische Fakultät (beziehungsweise später die Kanzlei) der Universität Paris die besten Abschlussarbeiten in Wirtschaftsrecht auszeichnete.

## Leben

### Herkunft, Ausbildung und Privatleben
Er kam Anfang 1863 als Sohn von Alexandre Wahl (1827–1918) und Anna Weyl (1838–1918) in Hochfelden zur Welt, das damals im Département Bas-Rhin im äußersten Nordosten des zweiten französischen Kaiserreiches lag. Die Familie war jüdischen Glaubens und Albert hatte mit Auguste-Edmond (1861–1943), Émile-Victor (* 1864), Jules-Henri (* 1866) und Louis-Lucien (* 1874) vier Brüder. Auguste-Edmond wurde ebenfalls Professor, während Émile-Victor eine erfolgreiche militärische Laufbahn einschlug. Im Zuge der Niederlage Frankreichs im Deutsch-Französischen Krieg und der folgenden Schaffung des Deutschen Kaiserreiches lag Hochfelden in dessen Reichsland Elsaß-Lothringen. Daraufhin entschieden sich die Eltern Anfang Mai 1872, die französische Staatsangehörigkeit anzunehmen, und die Familie zog nach Montdidier im Département Somme. Der Vater arbeitete – zunächst im Bas-Rhin, dann in Beauvais und schließlich in Paris – als Beamter in einer Finanzregistratur.
Albert Wahl studierte Rechtswissenschaft und wurde 1886 an der Universität Grenoble mit der Dissertation De l’impôt sur les mutations par décès en droit romain. Des rapports du droit de transcription avec le droit de mutation à titre onéreux dans la législation française (de.: Zur Steuer auf Eigentumsübertragungen von Todes wegen im römischem Recht. Beziehungen zwischen dem Recht auf Transkription und dem Recht auf entgeltliche Übertragung in der französischen Gesetzgebung) zum Doktor der Rechte promoviert.
Am 24. Mai 1892 heiratete er in Paris Hélène Jeanne Hortense Leven (1869–1951); das Paar bekam die drei gemeinsame Kinder Marcelle Hortense, Marcel und Robert. Albert Wahl starb 1941 im Alter von 78 Jahren in Vichy und wurde auf dem Pariser Cimetière de Passy bestattet.

### Berufliche Karriere
Nach seinem Studienabschluss arbeitete Wahl zunächst – genauso wie sein Vater – für die Finanzregistratur. Im Februar 1890 nahm er zusammen mit etwa 60 anderen Bewerbern am Concours für die Agrégation an der juristischen Fakultät Paris teil und belegte dabei den vierten Platz. Stattdessen erhielt er über die Agrégation und per anschließendem Ministerialerlass im Mai gleichen Jahres eine Stelle als außerordentlicher Professor für die Fachbereiche römisches Recht, Finanzrecht, Zivilprozessrecht und vergleichendes Handelsrecht an seiner Alma Mater in Grenoble. Nur wenige Monate später erkannte ihm die juristische Fakultät Paris im August für sein zweibändiges Werk über französische und ausländische Inhaberpapiere den mit 4000 Franc dotierten „Prix Rossi“ zu.
Im Juli 1894 wechselte Wahl an die Université de Lille, wo er 13 Jahre lang zu Finanz-, Zivilprozess- und Industrierecht lehrte und forschte. In Lille wurde er Dekan der juristischen Fakultät und nach seinem Ausscheiden Ehrendekan.
Schließlich gelang ihm im Januar 1907 doch noch der Wechsel nach Paris: Als Nachfolger von Albert Tissier (1862–1925) wurde er an der dortigen Universität zum außerordentlichen Professor für öffentliches Recht und Verwaltungsrecht berufen. In den darauffolgenden zweieinhalb Jahrzehnten deckte er auch die Fachgebiete Zivilrecht (tiefgründig und vergleichend), vergleichendes Handelsrecht sowie Seehandelsrecht ab, ehe er im Januar 1933 emeritiert wurde.

### Antisemitismus
Aufgrund seines jüdischen Glaubens musste Wahl im Laufe seiner akademischen Karriere immer wieder Diskriminierungserfahrungen machen. So erlitt er beispielsweise bereits ab 1894 während der Dreyfus-Affäre Demütigungen – auch seitens seiner Studenten. Anfang 1911 kam es an der Universität in Paris zu mehrwöchigen antisemitischen Protesten klerikal-völkischer Rechtswissenschaftsstudenten gegen Wahl. Er wurde an der Abhaltung seiner Vorlesungen gehindert und musste teilweise unter Polizeischutz aus dem Hörsaal und zu seiner Wohnung geleitet werden, wohin ihm „einige Hundert“ Protestierer „johlend“ folgten, ehe die Sicherheitskräfte die Menge zerstreuten. Diese Ereignisse sorgten für internationales Aufsehen und wurden auch von der Auslandspresse rezipiert. Im Zuge der Ende Juni 1940 erfolgten Besetzung Frankreichs durch das nationalsozialistische Deutsche Reich strich man unter dessen antisemitischer Politik Wahls Erwähnung als Herausgeber kommentarlos von der Titelseite der Revue trimestrielle de droit civil. Unmittelbar nach der Befreiung Frankreichs durch die Alliierten wurde er 1944 in der gleichen Zeitschrift rehabilitiert.

## Wissenschaftliche Leistung
Kritische Meinungen sehen in ihm abwertend einen Polygraphen (= „Vielschreiber“), der zwar viele Fachaufsätze und Monographien verfasste, dabei allerdings „keine nennenswerten Werke hinterließ“. Gleichwohl war er ein wichtiger Vertreter der sogenannten „Néoclassiques“. Diese lose Juristengruppierung trat in Frankreich für eine methodische Erneuerung der Rechtswissenschaft, für die Revision des Code civil, für die Schaffung eines modernen Arbeitsrechts und für die Stärkung der Gewerkschaften – insbesondere ihres Klagerechts – ein. Im Jahr 1902 gründete Wahl zusammen mit Adhémar Esmein (1848–1913), Charles Massigli (1851–1915) und Raymond Saleilles (1855–1912) die Fachzeitschrift Revue trimestrielle de droit civil, die zum Organ der „Néoclassiques“ wurde. Einige von Wahls Aufsätzen erschienen auch in deutschsprachigen Medien – beispielsweise übersetzt von Ernst Rabel in der Rheinischen Zeitschrift für Zivil- und Prozeßrecht.

## Publikationen (Auswahl)
Monographien
- Etude sur le privilège du Trésor en matière de droits de mutation par décès. Librairie nouvelle de droit et de jurisprudence Arthur Rousseau, Paris, 1891, 60 Seiten.
- Traité théorique et pratique des titres au porteur français et étrangers. Librairie nouvelle de droit et de jurisprudence Arthur Rousseau, Paris, 1891, 408 Seiten.
- Traité de droit fiscal. Drei Bände, Librairie Chevalier-Marescq et Cie. (dritter Band: Librairie générale de droit & de jurisprudence), Paris, 1902–1906, 2066 Seiten.
- De la publicité des placements de titres suivant la loi du 30 janvier 1907. Larose et Tenin, Paris, 1907, 56 Seiten.
- La responsabilité civile relative aux accidents d'automobiles. Larose et Tenin, Paris, 1908, 48 Seiten.
- Traité du régime fiscal des sociétés et des valeurs mobilières. Zwei Bände, Librairie nouvelle de droit et de jurisprudence Arthur Rousseau, Paris, 1909, 1710 Seiten.
- Commentaire de la loi de 22 novembre 1913 modifiant le régime des sociétés par actions. Librairie de la Société du Recueil Sirey, Paris, 1914, 99 Seiten.
- Le mariage par procuration des mobilisés. Librairie de la Société du Recueil Sirey, Paris, 1915, 55 Seiten.
- Le droit civil et commercial de la guerre. Vier Bände, Librairie de la Société du Recueil Sirey, Paris, 1918, 2747 Seiten.
- Précis théorique et prátique de droit commercial. Librairie de la Société du Recueil Sirey, Paris, 1922, 1254 Seiten.
- Précis théorique et prátique de droit maritime. Librairie de la Société du Recueil Sirey, Paris, 1924, 614 Seiten.
- mit Kamel Amin Malache: Traité théorique et pratique de droit commercial égyptien mixte et indigène comparé avec le droit français. Drei Bände, Librairie Judiciaire Au Bon Livre (dritter Band: Société de publications égyptiennes), Alexandria, 1933–1946, 1674 Seiten.